# Trey Azagthoth
George Emmanuel III poznatiji kao Trey Azagthoth (Tampa, Florida, SAD, 26. ožujka 1965.) je američki gitarist, glazbenik i tekstopisac najpoznatiji kao gitarist američkog death metal-sastava Morbid Angel. Je jedini izvorni član sastava.

## Diskografija

### Morbid Angel (1983.–danas)
Studijski albumi
- Altars of Madness (1989.)
- Blessed Are the Sick (1991.)
- Covenant (1993.)
- Domination (1995.)
- Formulas Fatal to the Flesh (1998.)
- Gateways to Annihilation (2000.)
- Heretic (2003.)
- Illud Divinum Insanus (2011.)
- Kingdoms Disdained (2017.)

EP-ovi
- Laibach Remixes (1994.)

Demo albumi
- Bleed for the Devil (1986.)
- Total Hideous Death (1986.)
- Scream Forth Blasphemies (1987.)
- Thy Kingdom Come (1987.)
- Abominations of Desolation (1991.) (snimanjen u 1986. godine)

Koncertni albumi
- Entangled in Chaos (1996.)
- Juvenilia (2015.)

Kompilacije
- Love of Lava (1999.)
- Earache Death Metal Packs (2008.)
- Illud Divinum Insanus - The Remixes (2012.)
- The Best of Morbid Angel (2016.)